# Championship League 2013
Die Championship League 2013 war ein Snooker-Einladungsturnier im Rahmen der Snooker Main Tour der Saison 2012/13. Zwischen dem 6. Januar und dem 19. März 2013 wurden im Crondon Park Golf Club in Stock, Essex, England 7 Gruppenrunden ausgetragen, direkt im Anschluss fand die Winners Group mit den Gruppensiegern statt. Es war die sechste Auflage der Championship League. Titelverteidiger war Ding Junhui aus China, der diesmal im Halbfinale gegen Martin Gould ausschied. Der Engländer gewann auch das Endspiel mit 3:2 gegen seinen Landsmann Ali Carter.

## Preisgeld
Da es sich bei der Championship League um ein Einladungsturnier handelt, zählte das Preisgeld nicht für die Weltrangliste. Insgesamt waren wie in den beiden Vorjahren 205.000 £ nach demselben Schlüssel für das Turnier ausgelobt.
| Gruppen 1–7                            | Preisgeld |
| -------------------------------------- | --------- |
| Sieger                                 | 3.000 £   |
| Finalist                               | 2.000 £   |
| Halbfinalist                           | 1.000 £   |
| Prämie pro Framegewinn (K.-o.-Phase)   | 300 £     |
| Prämie pro Framegewinn (Gruppenspiele) | 100 £     |
| Höchstes Break                         | 500 £     |

| Winners’ Group                         | Preisgeld |
| -------------------------------------- | --------- |
| Turniersieger                          | 10.000 £  |
| Finalist                               | 5.000 £   |
| Halbfinalist                           | 3.000 £   |
| Prämie pro Framegewinn (K.-o.-Phase)   | 300 £     |
| Prämie pro Framegewinn (Gruppenspiele) | 200 £     |
| Höchstes Break                         | 1.000 £   |

## Qualifikationsgruppen
In jeder der sieben Gruppen traten sieben Spieler im Round-Robin-Modus gegeneinander an. Die ersten vier Spieler jeder Gruppe qualifizierten sich für eine K.-o.-Phase, in welcher der Gruppensieger bestimmt wurde. Nur dieser qualifizierte sich für die abschließende Winners’ Group. Die in der K.-o.-Phase unterlegenen Spieler sowie der auf Rang 5 platzierte Spieler traten in der folgenden Gruppe wieder an. Die beiden Gruppenletzten schieden aus dem Turnier aus.

### Gruppe 1
Die Spiele der ersten Gruppe fanden am 7. und 8. Januar 2013 statt.

#### Gruppenspiele
| 1 | Judd Trump      | 1:3 | John Higgins    | 8  | Judd Trump      | 3:0 | Shaun Murphy    | 15 | Ali Carter   | 2:3 | Martin Gould    |
| 2 | Shaun Murphy    | 0:3 | Ali Carter      | 9  | John Higgins    | 3:2 | Ali Carter      | 16 | Shaun Murphy | 2:3 | Mark Davis      |
| 3 | Matthew Stevens | 3:2 | Mark Davis      | 10 | Matthew Stevens | 0:3 | Martin Gould    | 17 | John Higgins | 3:1 | Martin Gould    |
| 4 | Martin Gould    | 3:0 | Judd Trump      | 11 | Shaun Murphy    | 3:2 | Martin Gould    | 18 | Judd Trump   | 3:2 | Matthew Stevens |
| 5 | John Higgins    | 3:0 | Shaun Murphy    | 12 | Mark Davis      | 3:0 | Ali Carter      | 19 | Shaun Murphy | 3:0 | Matthew Stevens |
| 6 | Ali Carter      | 3:0 | Matthew Stevens | 13 | Judd Trump      | 3:1 | Mark Davis      | 20 | John Higgins | 0:3 | Mark Davis      |
| 7 | Mark Davis      | 3:0 | Martin Gould    | 14 | John Higgins    | 3:2 | Matthew Stevens | 21 | Judd Trump   | 0:3 | Ali Carter      |

#### Tabelle
| Pos. | Spieler         | Gegner | Gegner | Gegner | Gegner | Gegner | Gegner | Gegner | Partien | Frames | Punkte | Preisgeld NB  |
| ---- | --------------- | ------ | ------ | ------ | ------ | ------ | ------ | ------ | ------- | ------ | ------ | ------------- |
| Pos. | Spieler         | HIG    | DAV    | CAR    | GOU    | TRU    | MUR    | STE    | Partien | Frames | Punkte | Preisgeld NB  |
| 1    | John Higgins    |        | 0      | 3      | 3      | 3      | 3      | 3      | 5:1     | 15:90  | 5      | 6.300 £       |
| 2    | Mark Davis      | 3      |        | 3      | 3      | 1      | 3      | 2      | 4:2     | 15:80  | 4      | 3.100 £       |
| 3    | Ali Carter      | 2      | 0      |        | 2      | 3      | 3      | 3      | 3:3     | 13:90  | 3      | 4.500 £       |
| 4    | Martin Gould    | 1      | 0      | 3      |        | 3      | 2      | 3      | 3:3     | 12:11  | 3      | 2.500 £       |
| 5    | Judd Trump      | 1      | 3      | 0      | 0      |        | 3      | 3      | 3:3     | 10:12  | 3      | 1.000 £       |
| 6    | Shaun Murphy    | 0      | 2      | 0      | 3      | 0      |        | 3      | 2:4     | 08:14  | 2      | HB 1.300 £ HB |
| 7    | Matthew Stevens | 2      | 3      | 0      | 0      | 2      | 0      |        | 1:5     | 07:17  | 1      | 0.700 £       |

|  | Qualifikation für das Halbfinale der Gruppe 1 |
|  | Qualifikation für Gruppe 2                    |

#### K.-o.-Phase
|  | Halbfinale Best of 5 Frames | Halbfinale Best of 5 Frames | Halbfinale Best of 5 Frames |  |  | Finale Best of 5 Frames | Finale Best of 5 Frames | Finale Best of 5 Frames |
|  |                             |                             |                             |  |  |                         |                         |                         |
|  |                             |                             |                             |  |  |                         |                         |                         |
|  |                             | John Higgins                | 3                           |  |  |                         |                         |                         |
|  |                             | Martin Gould                | 1                           |  |  |                         |                         |                         |
|  |                             |                             |                             |  |  | 1                       | John Higgins            | 3                       |
|  |                             |                             |                             |  |  | 3                       | Ali Carter              | 1                       |
|  |                             | Mark Davis                  | 2                           |  |  |                         |                         |                         |
|  |                             | Ali Carter                  | 3                           |  |  |                         |                         |                         |
|  |                             |                             |                             |  |  |                         |                         |                         |

### Gruppe 2
Die Spiele der Gruppe 2 wurden am 9. und 10. Januar 2013 ausgetragen. Aus Gruppe 1 waren Mark Davis, Ali Carter, Martin Gould und Judd Trump übrig geblieben. Neu hinzu kamen Neil Robertson, Stephen Maguire und Stuart Bingham.

#### Gruppenspiele
| 1 | Ali Carter      | 3:0 | Mark Davis      | 8  | Ali Carter      | 3:2 | Martin Gould    | 15 | Judd Trump   | 3:2 | Stuart Bingham  |
| 2 | Martin Gould    | 3:2 | Judd Trump      | 9  | Mark Davis      | 2:3 | Judd Trump      | 16 | Martin Gould | 3:1 | Neil Robertson  |
| 3 | Stephen Maguire | 1:3 | Neil Robertson  | 10 | Stephen Maguire | 1:3 | Stuart Bingham  | 17 | Mark Davis   | 3:1 | Stuart Bingham  |
| 4 | Stuart Bingham  | 0:3 | Ali Carter      | 11 | Martin Gould    | 0:3 | Stuart Bingham  | 18 | Ali Carter   | 2:3 | Stephen Maguire |
| 5 | Mark Davis      | 2:3 | Martin Gould    | 12 | Neil Robertson  | 3:1 | Judd Trump      | 19 | Martin Gould | 3:0 | Stuart Bingham  |
| 6 | Judd Trump      | 1:3 | Stephen Maguire | 13 | Ali Carter      | 3:2 | Neil Robertson  | 20 | Mark Davis   | 3:1 | Neil Robertson  |
| 7 | Neil Robertson  | 3:0 | Stuart Bingham  | 14 | Mark Davis      | 0:3 | Stephen Maguire | 21 | Ali Carter   | 3:2 | Judd Trump      |

#### Tabelle
| Pos. | Spieler         | Gegner | Gegner | Gegner | Gegner | Gegner | Gegner | Gegner | Partien | Frames | Punkte | Preisgeld NB  |
| ---- | --------------- | ------ | ------ | ------ | ------ | ------ | ------ | ------ | ------- | ------ | ------ | ------------- |
| Pos. | Spieler         | CAR    | GOU    | ROB    | MAG    | TRU    | DAV    | BIN    | Partien | Frames | Punkte | Preisgeld NB  |
| 1    | Ali Carter      |        | 3      | 3      | 2      | 3      | 3      | 3      | 5:1     | 17:90  | 5      | 6.500 £       |
| 2    | Martin Gould    | 2      |        | 3      | 3      | 3      | 3      | 0      | 4:2     | 14:11  | 4      | HB 4.550 £ HB |
| 3    | Neil Robertson  | 2      | 1      |        | 3      | 3      | 1      | 3      | 3:3     | 13:11  | 3      | HB 2.850 £ HB |
| 4    | Stephen Maguire | 3      | 0      | 1      |        | 3      | 3      | 1      | 3:3     | 11:12  | 3      | 2.700 £       |
| 5    | Judd Trump      | 2      | 2      | 1      | 1      |        | 3      | 3      | 2:4     | 12:16  | 2      | 1.200 £       |
| 6    | Mark Davis      | 0      | 2      | 3      | 0      | 2      |        | 3      | 2:4     | 10:14  | 2      | 1.000 £       |
| 7    | Stuart Bingham  | 0      | 3      | 0      | 3      | 2      | 1      |        | 2:4     | 09:13  | 2      | 0.900 £       |

|  | Qualifikation für das Halbfinale der Gruppe 2 |
|  | Qualifikation für Gruppe 3                    |

#### K.-o.-Phase
|  | Halbfinale Best of 5 Frames | Halbfinale Best of 5 Frames | Halbfinale Best of 5 Frames |  |  | Finale Best of 5 Frames | Finale Best of 5 Frames | Finale Best of 5 Frames |
|  |                             |                             |                             |  |  |                         |                         |                         |
|  |                             |                             |                             |  |  |                         |                         |                         |
|  |                             | Ali Carter                  | 3                           |  |  |                         |                         |                         |
|  |                             | Stephen Maguire             | 2                           |  |  |                         |                         |                         |
|  |                             |                             |                             |  |  | 1                       | Ali Carter              | 3                       |
|  |                             |                             |                             |  |  | 2                       | Martin Gould            | 0                       |
|  |                             | Martin Gould                | 3                           |  |  |                         |                         |                         |
|  |                             | Neil Robertson              | 1                           |  |  |                         |                         |                         |
|  |                             |                             |                             |  |  |                         |                         |                         |

### Gruppe 3
Die Partien der Gruppe 3 fanden am 21. und 22. Januar 2013 statt. Martin Gould, Neil Robertson, Stephen Maguire und Judd Trump bekamen aus Gruppe 2 eine weitere Chance. Mark Selby, Ding Junhui und Mark Williams ergänzten die Gruppe 3.

#### Gruppenspiele
| 1 | Martin Gould    | 2:3 | Neil Robertson  | 8  | Martin Gould    | 2:3 | Stephen Maguire | 15 | Martin Gould    | 3:1 | Mark Williams |
| 2 | Stephen Maguire | 3:2 | Judd Trump      | 9  | Neil Robertson  | 2:3 | Judd Trump      | 16 | Neil Robertson  | 1:3 | Mark Selby    |
| 3 | Mark Selby      | 3:1 | Mark Williams   | 10 | Mark Selby      | 3:1 | Ding Junhui     | 17 | Neil Robertson  | 1:3 | Ding Junhui   |
| 4 | Ding Junhui     | 3:1 | Martin Gould    | 11 | Stephen Maguire | 3:1 | Ding Junhui     | 18 | Martin Gould    | 3:2 | Mark Selby    |
| 5 | Neil Robertson  | 0:3 | Stephen Maguire | 12 | Mark Williams   | 3:1 | Judd Trump      | 19 | Stephen Maguire | 3:1 | Mark Selby    |
| 6 | Judd Trump      | 1:3 | Mark Selby      | 13 | Judd Trump      | 3:0 | Ding Junhui     | 20 | Neil Robertson  | 3:1 | Mark Williams |
| 7 | Mark Williams   | 0:3 | Ding Junhui     | 14 | Stephen Maguire | 1:3 | Mark Williams   | 21 | Martin Gould    | 0:3 | Judd Trump    |

#### Tabelle
| Pos. | Spieler         | Gegner | Gegner | Gegner | Gegner | Gegner | Gegner | Gegner | Partien | Frames | Punkte | Preisgeld NB  |
| ---- | --------------- | ------ | ------ | ------ | ------ | ------ | ------ | ------ | ------- | ------ | ------ | ------------- |
| Pos. | Spieler         | MAG    | SEL    | TRU    | DIN    | GOU    | ROB    | WIL    | Partien | Frames | Punkte | Preisgeld NB  |
| 1    | Stephen Maguire |        | 3      | 3      | 3      | 3      | 3      | 1      | 5:1     | 16:90  | 5      | 2.900 £       |
| 2    | Mark Selby      | 1      |        | 3      | 3      | 2      | 3      | 3      | 4:2     | 15:10  | 4      | HB 2.966 £ HB |
| 3    | Judd Trump      | 2      | 1      |        | 3      | 3      | 3      | 1      | 3:3     | 13:11  | 3      | HB 4.966 £ HB |
| 4    | Ding Junhui     | 1      | 1      | 0      |        | 3      | 3      | 3      | 3:3     | 11:11  | 3      | 5.900 £       |
| 5    | Martin Gould    | 2      | 3      | 0      | 1      |        | 2      | 3      | 2:4     | 11:15  | 2      | HB 1.266 £ HB |
| 6    | Neil Robertson  | 0      | 1      | 2      | 1      | 3      |        | 3      | 2:4     | 10:15  | 2      | 1.000 £       |
| 7    | Mark Williams   | 3      | 1      | 3      | 0      | 1      | 1      |        | 2:4     | 09:14  | 2      | 0.900 £       |

|  | Qualifikation für das Halbfinale der Gruppe 3 |
|  | Qualifikation für Gruppe 4                    |

#### K.-o.-Phase
|  | Halbfinale Best of 5 Frames | Halbfinale Best of 5 Frames | Halbfinale Best of 5 Frames |  |  | Finale Best of 5 Frames | Finale Best of 5 Frames | Finale Best of 5 Frames |
|  |                             |                             |                             |  |  |                         |                         |                         |
|  |                             |                             |                             |  |  |                         |                         |                         |
|  |                             | Stephen Maguire             | 1                           |  |  |                         |                         |                         |
|  |                             | Ding Junhui                 | 3                           |  |  |                         |                         |                         |
|  |                             |                             |                             |  |  | 4                       | Ding Junhui             | 3                       |
|  |                             |                             |                             |  |  | 3                       | Judd Trump              | 2                       |
|  |                             | Mark Selby                  | 1                           |  |  |                         |                         |                         |
|  |                             | Judd Trump                  | 3                           |  |  |                         |                         |                         |
|  |                             |                             |                             |  |  |                         |                         |                         |

### Gruppe 4
Im Anschluss an Gruppe 3 fanden am 23. und 24. Januar 2018 die Spiele der vierten Gruppe statt. Stephen Maguire, Mark Selby, Judd Trump und Martin Gould unternahmen als Unterlegene der Gruppe 3 einen weiteren Qualifikationsversuch, Mark Allen, Ricky Walden und Barry Hawkins kamen neu dazu.

#### Gruppenspiele
| 1 | Judd Trump      | 2:3 | Stephen Maguire | 8  | Judd Trump      | 3:1 | Mark Selby    | 15 | Martin Gould    | 3:2 | Barry Hawkins |
| 2 | Mark Selby      | 0:3 | Martin Gould    | 9  | Stephen Maguire | 3:0 | Martin Gould  | 16 | Mark Selby      | 0:3 | Mark Allen    |
| 3 | Ricky Walden    | 1:3 | Mark Allen      | 10 | Ricky Walden    | 1:3 | Barry Hawkins | 17 | Stephen Maguire | 2:3 | Barry Hawkins |
| 4 | Barry Hawkins   | 1:3 | Judd Trump      | 11 | Mark Selby      | 3:2 | Barry Hawkins | 18 | Judd Trump      | 2:3 | Ricky Walden  |
| 5 | Stephen Maguire | 0:3 | Mark Selby      | 12 | Mark Allen      | 3:0 | Martin Gould  | 19 | Mark Selby      | 2:3 | Ricky Walden  |
| 6 | Martin Gould    | 0:3 | Ricky Walden    | 13 | Judd Trump      | 0:3 | Mark Allen    | 20 | Stephen Maguire | 1:3 | Mark Allen    |
| 7 | Mark Allen      | 3:1 | Barry Hawkins   | 14 | Stephen Maguire | 3:0 | Ricky Walden  | 21 | Judd Trump      | 1:3 | Martin Gould  |

#### Tabelle
| Pos. | Spieler         | Gegner | Gegner | Gegner | Gegner | Gegner | Gegner | Gegner | Partien | Frames | Punkte | Preisgeld NB  |
| ---- | --------------- | ------ | ------ | ------ | ------ | ------ | ------ | ------ | ------- | ------ | ------ | ------------- |
| Pos. | Spieler         | ALL    | MAG    | WAL    | GOU    | HAW    | TRU    | SEL    | Partien | Frames | Punkte | Preisgeld NB  |
| 1    | Mark Allen      |        | 3      | 3      | 3      | 3      | 3      | 3      | 6:0     | 18:30  | 6      | 6.600 £       |
| 2    | Stephen Maguire | 1      |        | 3      | 3      | 2      | 3      | 0      | 3:3     | 12:11  | 3      | HB 5.200 £ HB |
| 3    | Ricky Walden    | 1      | 0      |        | 3      | 1      | 3      | 3      | 3:3     | 11:13  | 3      | 2.700 £       |
| 4    | Martin Gould    | 0      | 0      | 0      |        | 3      | 3      | 3      | 3:3     | 09:12  | 3      | 1.900 £       |
| 5    | Barry Hawkins   | 1      | 3      | 3      | 2      |        | 1      | 2      | 2:4     | 12:15  | 2      | 1.200 £       |
| 6    | Judd Trump      | 0      | 2      | 2      | 1      | 3      |        | 3      | 2:4     | 11:14  | 2      | 1.100 £       |
| 7    | Mark Selby      | 0      | 3      | 2      | 0      | 3      | 1      |        | 2:4     | 09:14  | 2      | 0.900 £       |

|  | Qualifikation für das Halbfinale der Gruppe 4 |
|  | Qualifikation für Gruppe 5                    |

#### K.-o.-Phase
|  | Halbfinale Best of 5 Frames | Halbfinale Best of 5 Frames | Halbfinale Best of 5 Frames |  |  | Finale Best of 5 Frames | Finale Best of 5 Frames | Finale Best of 5 Frames |
|  |                             |                             |                             |  |  |                         |                         |                         |
|  |                             |                             |                             |  |  |                         |                         |                         |
|  |                             | Mark Allen                  | 3                           |  |  |                         |                         |                         |
|  |                             | Martin Gould                | 0                           |  |  |                         |                         |                         |
|  |                             |                             |                             |  |  | 1                       | Mark Allen              | 3                       |
|  |                             |                             |                             |  |  | 2                       | Stephen Maguire         | 1                       |
|  |                             | Stephen Maguire             | 3                           |  |  |                         |                         |                         |
|  |                             | Ricky Walden                | 2                           |  |  |                         |                         |                         |
|  |                             |                             |                             |  |  |                         |                         |                         |

### Gruppe 5
Die Partien der Gruppe 5 fanden am 4. und 5. Februar 2018 statt. Stephen Maguire, Ricky Walden, Martin Gould und Barry Hawkins waren von Gruppe 4 übrig geblieben. Neu hinzu kamen Ryan Day, Joe Perry und Peter Ebdon.

#### Gruppenspiele
| 1 | Stephen Maguire | 3:0 | Ricky Walden    | 8  | Stephen Maguire | 3:2 | Martin Gould  | 15 | Barry Hawkins   | 3:1 | Ryan Day      |
| 2 | Martin Gould    | 0:3 | Barry Hawkins   | 9  | Ricky Walden    | 1:3 | Barry Hawkins | 16 | Martin Gould    | 3:1 | Peter Ebdon   |
| 3 | Joe Perry       | 3:2 | Peter Ebdon     | 10 | Joe Perry       | 1:3 | Ryan Day      | 17 | Ricky Walden    | 1:3 | Ryan Day      |
| 4 | Ryan Day        | 0:3 | Stephen Maguire | 11 | Martin Gould    | 3:0 | Ryan Day      | 18 | Stephen Maguire | 3:2 | Joe Perry     |
| 5 | Ricky Walden    | 3:1 | Martin Gould    | 12 | Peter Ebdon     | 0:3 | Barry Hawkins | 19 | Martin Gould    | 3:2 | Joe Perry     |
| 6 | Barry Hawkins   | 1:3 | Joe Perry       | 13 | Stephen Maguire | 3:0 | Peter Ebdon   | 20 | Ricky Walden    | 3:0 | Peter Ebdon   |
| 7 | Peter Ebdon     | 1:3 | Ryan Day        | 14 | Ricky Walden    | 3:1 | Joe Perry     | 21 | Stephen Maguire | 2:3 | Barry Hawkins |

#### Tabelle
| Pos. | Spieler         | Gegner | Gegner | Gegner | Gegner | Gegner | Gegner | Gegner | Partien | Frames | Punkte | Preisgeld NB  |
| ---- | --------------- | ------ | ------ | ------ | ------ | ------ | ------ | ------ | ------- | ------ | ------ | ------------- |
| Pos. | Spieler         | MAG    | HAW    | GOU    | WAL    | DAY    | PER    | EBD    | Partien | Frames | Punkte | Preisgeld NB  |
| 1    | Stephen Maguire |        | 2      | 3      | 3      | 3      | 3      | 3      | 5:1     | 17:70  | 5      | 4.900 £       |
| 2    | Barry Hawkins   | 3      |        | 3      | 3      | 3      | 1      | 3      | 5:1     | 16:70  | 5      | 2.900 £       |
| 3    | Martin Gould    | 2      | 0      |        | 1      | 3      | 3      | 3      | 3:3     | 12:12  | 3      | HB 6.500 £ HB |
| 4    | Ricky Walden    | 0      | 1      | 3      |        | 1      | 3      | 3      | 3:3     | 11:11  | 3      | 2.100 £       |
| 5    | Ryan Day        | 0      | 1      | 0      | 3      |        | 3      | 3      | 3:3     | 10:12  | 3      | 1.000 £       |
| 6    | Joe Perry       | 2      | 3      | 2      | 1      | 1      |        | 3      | 2:4     | 12:15  | 2      | 1.200 £       |
| 7    | Peter Ebdon     | 0      | 1      | 0      | 0      | 1      | 3      |        | 0:6     | 4:18   | 0      | 0.400 £       |

|  | Qualifikation für das Halbfinale der Gruppe 5 |
|  | Qualifikation für Gruppe 6                    |

#### K.-o.-Phase
|  | Halbfinale Best of 5 Frames | Halbfinale Best of 5 Frames | Halbfinale Best of 5 Frames |  |  | Finale Best of 5 Frames | Finale Best of 5 Frames | Finale Best of 5 Frames |
|  |                             |                             |                             |  |  |                         |                         |                         |
|  |                             |                             |                             |  |  |                         |                         |                         |
|  |                             | Stephen Maguire             | 3                           |  |  |                         |                         |                         |
|  |                             | Ricky Walden                | 0                           |  |  |                         |                         |                         |
|  |                             |                             |                             |  |  | 1                       | Stephen Maguire         | 1                       |
|  |                             |                             |                             |  |  | 3                       | Martin Gould            | 3                       |
|  |                             | Barry Hawkins               | 1                           |  |  |                         |                         |                         |
|  |                             | Martin Gould                | 3                           |  |  |                         |                         |                         |
|  |                             |                             |                             |  |  |                         |                         |                         |

### Gruppe 6
Am 6. und 7. Februar 2013 wurden die Spiele der Gruppe 6 ausgetragen. Aus Gruppe 5 bekamen Stephen Maguire, Barry Hawkins, Ricky Walden und Ryan Day eine weitere Chance. Marco Fu, Dominic Dale und Marcus Campbell waren erstmals im Turnier dabei.

#### Gruppenspiele
| 1 | Stephen Maguire | 0:3 | Barry Hawkins   | 8  | Stephen Maguire | 3:0 | Ricky Walden    | 15 | Ryan Day        | 1:3 | Dominic Dale    |
| 2 | Ricky Walden    | 1:3 | Ryan Day        | 9  | Barry Hawkins   | 3:0 | Ryan Day        | 16 | Ricky Walden    | 0:3 | Marco Fu        |
| 3 | Marcus Campbell | 2:3 | Marco Fu        | 10 | Marcus Campbell | 3:0 | Dominic Dale    | 17 | Barry Hawkins   | 3:1 | Dominic Dale    |
| 4 | Dominic Dale    | 3:1 | Stephen Maguire | 11 | Ricky Walden    | 3:2 | Dominic Dale    | 18 | Stephen Maguire | 3:1 | Marcus Campbell |
| 5 | Barry Hawkins   | 1:3 | Ricky Walden    | 12 | Marco Fu        | 1:3 | Ryan Day        | 19 | Ricky Walden    | 3:0 | Marcus Campbell |
| 6 | Ryan Day        | 3:1 | Marcus Campbell | 13 | Stephen Maguire | 3:2 | Marco Fu        | 20 | Barry Hawkins   | 1:3 | Marco Fu        |
| 7 | Marco Fu        | 2:3 | Dominic Dale    | 14 | Barry Hawkins   | 3:0 | Marcus Campbell | 21 | Stephen Maguire | 3:2 | Ryan Day        |

#### Tabelle
| Pos. | Spieler         | Gegner | Gegner | Gegner | Gegner | Gegner | Gegner | Gegner | Partien | Frames | Punkte | Preisgeld NB  |
| ---- | --------------- | ------ | ------ | ------ | ------ | ------ | ------ | ------ | ------- | ------ | ------ | ------------- |
| Pos. | Spieler         | HAW    | MAG    | MFU    | DAY    | DAL    | WAL    | CAM    | Partien | Frames | Punkte | Preisgeld NB  |
| 1    | Barry Hawkins   |        | 3      | 1      | 3      | 3      | 1      | 3      | 4:2     | 14:70  | 4      | 6.200 £       |
| 2    | Stephen Maguire | 0      |        | 3      | 3      | 1      | 3      | 3      | 4:2     | 13:11  | 4      | 4.500 £       |
| 3    | Marco Fu        | 3      | 2      |        | 1      | 2      | 3      | 3      | 3:3     | 14:12  | 3      | 2.700 £       |
| 4    | Ryan Day        | 0      | 2      | 3      |        | 1      | 3      | 3      | 3:3     | 12:12  | 3      | HB 2.700 £ HB |
| 5    | Dominic Dale    | 1      | 3      | 3      | 3      |        | 2      | 0      | 3:3     | 12:13  | 3      | 1.200 £       |
| 6    | Ricky Walden    | 3      | 0      | 0      | 1      | 3      |        | 3      | 3:3     | 10:12  | 3      | 1.000 £       |
| 7    | Marcus Campbell | 0      | 1      | 2      | 1      | 3      | 0      |        | 1:5     | 07:15  | 1      | 0.700 £       |

|  | Qualifikation für das Halbfinale der Gruppe 6 |
|  | Qualifikation für Gruppe 7                    |

#### K.-o.-Phase
|  | Halbfinale Best of 5 Frames | Halbfinale Best of 5 Frames | Halbfinale Best of 5 Frames |  |  | Finale Best of 5 Frames | Finale Best of 5 Frames | Finale Best of 5 Frames |
|  |                             |                             |                             |  |  |                         |                         |                         |
|  |                             |                             |                             |  |  |                         |                         |                         |
|  |                             | Barry Hawkins               | 3                           |  |  |                         |                         |                         |
|  |                             | Ryan Day                    | 0                           |  |  |                         |                         |                         |
|  |                             |                             |                             |  |  | 1                       | Barry Hawkins           | 3                       |
|  |                             |                             |                             |  |  | 2                       | Stephen Maguire         | 1                       |
|  |                             | Stephen Maguire             | 3                           |  |  |                         |                         |                         |
|  |                             | Marco Fu                    | 1                           |  |  |                         |                         |                         |
|  |                             |                             |                             |  |  |                         |                         |                         |

### Gruppe 7
Die Partien der letzten Gruppe wurden am 18. und 19. März 2013 gespielt. Nach dem Aus in Gruppe 6 bekamen Stephen Maguire, Marco Fu, Ryan Day und Dominic Dale noch einmal eine Möglichkeit zur Qualifikation für das Endturnier. Andrew Higginson, Robert Milkins und Tom Ford bekamen in Gruppe 7 einmalig die Chance.

#### Gruppenspiele
| 1 | Stephen Maguire  | 3:0 | Marco Fu         | 8  | Stephen Maguire  | 3:0 | Ryan Day         | 15 | Dominic Dale    | 3:2 | Robert Milkins   |
| 2 | Ryan Day         | 2:3 | Dominic Dale     | 9  | Marco Fu         | 3:1 | Dominic Dale     | 16 | Ryan Day        | 2:3 | Tom Ford         |
| 3 | Andrew Higginson | 3:0 | Tom Ford         | 10 | Andrew Higginson | 1:3 | Robert Milkins   | 17 | Marco Fu        | 3:1 | Robert Milkins   |
| 4 | Robert Milkins   | 3:1 | Stephen Maguire  | 11 | Ryan Day         | 3:0 | Robert Milkins   | 18 | Stephen Maguire | 3:2 | Andrew Higginson |
| 5 | Marco Fu         | 3:1 | Ryan Day         | 12 | Tom Ford         | 1:3 | Dominic Dale     | 19 | Ryan Day        | 2:3 | Andrew Higginson |
| 6 | Dominic Dale     | 2:3 | Andrew Higginson | 13 | Stephen Maguire  | 2:3 | Tom Ford         | 20 | Marco Fu        | 3:1 | Tom Ford         |
| 7 | Tom Ford         | 0:3 | Robert Milkins   | 14 | Marco Fu         | 3:2 | Andrew Higginson | 21 | Stephen Maguire | 3:0 | Dominic Dale     |

#### Tabelle
| Pos. | Spieler          | Gegner | Gegner | Gegner | Gegner | Gegner | Gegner | Gegner | Partien | Frames | Punkte | Preisgeld NB  |
| ---- | ---------------- | ------ | ------ | ------ | ------ | ------ | ------ | ------ | ------- | ------ | ------ | ------------- |
| Pos. | Spieler          | MFU    | MAG    | HIG    | MIL    | DAL    | FOR    | DAY    | Partien | Frames | Punkte | Preisgeld NB  |
| 1    | Marco Fu         |        | 0      | 3      | 3      | 3      | 3      | 3      | 5:1     | 15:90  | 5      | HB 6.800 £ HB |
| 2    | Stephen Maguire  | 3      |        | 3      | 1      | 3      | 2      | 3      | 4:2     | 15:80  | 4      | 4.400 £       |
| 3    | Andrew Higginson | 2      | 2      |        | 1      | 3      | 3      | 3      | 3:3     | 14:13  | 3      | 2.700 £       |
| 4    | Robert Milkins   | 1      | 3      | 3      |        | 2      | 3      | 0      | 3:3     | 12:11  | 3      | 2.200 £       |
| 5    | Dominic Dale     | 0      | 0      | 2      | 3      |        | 3      | 3      | 3:3     | 12:14  | 3      | 1.200 £       |
| 6    | Tom Ford         | 1      | 3      | 0      | 0      | 1      |        | 3      | 2:4     | 08:16  | 2      | 0.800 £       |
| 7    | Ryan Day         | 1      | 0      | 2      | 3      | 2      | 2      |        | 1:5     | 10:15  | 1      | 1.000 £       |

|  | Qualifikation für das Halbfinale der Gruppe 7 |

#### K.-o.-Phase
|  | Halbfinale Best of 5 Frames | Halbfinale Best of 5 Frames | Halbfinale Best of 5 Frames |  |  | Finale Best of 5 Frames | Finale Best of 5 Frames | Finale Best of 5 Frames |
|  |                             |                             |                             |  |  |                         |                         |                         |
|  |                             |                             |                             |  |  |                         |                         |                         |
|  |                             | Marco Fu                    | 3                           |  |  |                         |                         |                         |
|  |                             | Robert Milkins              | 0                           |  |  |                         |                         |                         |
|  |                             |                             |                             |  |  | 1                       | Marco Fu                | 3                       |
|  |                             |                             |                             |  |  | 2                       | Stephen Maguire         | 0                       |
|  |                             | Stephen Maguire             | 3                           |  |  |                         |                         |                         |
|  |                             | Andrew Higginson            | 1                           |  |  |                         |                         |                         |
|  |                             |                             |                             |  |  |                         |                         |                         |

## Winners’ Group

### Gruppenspiele
Die Sieger der sieben Gruppen hatten sich für die Gruppenphase der Finalrunde qualifiziert. Sie spielten im Round-Robin-Modus um den Einzug ins Halbfinale.
| 1 | John Higgins  | 1:3 | Ali Carter    | 8  | John Higgins  | 1:3 | Ding Junhui   | 15 | Mark Allen   | 0:3 | Marco Fu      |
| 2 | Ding Junhui   | 3:1 | Mark Allen    | 9  | Ali Carter    | 2:3 | Mark Allen    | 16 | Ding Junhui  | 3:2 | Barry Hawkins |
| 3 | Martin Gould  | 2:3 | Barry Hawkins | 10 | Martin Gould  | 2:3 | Marco Fu      | 17 | Ali Carter   | 3:1 | Marco Fu      |
| 4 | Marco Fu      | 0:3 | John Higgins  | 11 | Ding Junhui   | 3:2 | Marco Fu      | 18 | John Higgins | 3:0 | Martin Gould  |
| 5 | Ali Carter    | 3:1 | Ding Junhui   | 12 | Barry Hawkins | 1:3 | Mark Allen    | 19 | Ding Junhui  | 1:3 | Martin Gould  |
| 6 | Mark Allen    | 0:3 | Martin Gould  | 13 | John Higgins  | 0:3 | Barry Hawkins | 20 | Ali Carter   | 3:0 | Barry Hawkins |
| 7 | Barry Hawkins | 0:3 | Marco Fu      | 14 | Ali Carter    | 0:3 | Martin Gould  | 21 | John Higgins | 1:3 | Mark Allen    |

### Tabelle
| Pos. | Spieler       | Gegner | Gegner | Gegner | Gegner | Gegner | Gegner | Gegner | Partien | Frames | Punkte | Preisgeld NB  |
| ---- | ------------- | ------ | ------ | ------ | ------ | ------ | ------ | ------ | ------- | ------ | ------ | ------------- |
| Pos. | Spieler       | CAR    | DIN    | GOU    | MFU    | ALL    | HIG    | HAW    | Partien | Frames | Punkte | Preisgeld NB  |
| 1    | Ali Carter    |        | 3      | 0      | 3      | 2      | 3      | 3      | 4:2     | 14:90  | 4      | 9.300 £       |
| 2    | Ding Junhui   | 1      |        | 1      | 3      | 3      | 3      | 3      | 4:2     | 14:12  | 4      | HB 6.800 £ HB |
| 3    | Martin Gould  | 3      | 3      |        | 2      | 3      | 0      | 2      | 3:3     | 13:10  | 3      | 14.400 £      |
| 4    | Marco Fu      | 1      | 2      | 3      |        | 3      | 0      | 3      | 3:3     | 12:11  | 3      | 5.400 £       |
| 5    | Mark Allen    | 3      | 1      | 0      | 0      |        | 3      | 3      | 3:3     | 10:13  | 3      | 2.000 £       |
| 6    | John Higgins  | 1      | 1      | 3      | 3      | 1      |        | 0      | 2:4     | 09:12  | 2      | 1.800 £       |
| 7    | Barry Hawkins | 0      | 2      | 3      | 0      | 1      | 3      |        | 2:4     | 09:14  | 2      | 1.800 £       |

|  | Qualifikation für das Halbfinale der Finalrunde |

### Endrunde
|  | Halbfinale Best of 5 Frames | Halbfinale Best of 5 Frames | Halbfinale Best of 5 Frames |  |  | Finale Best of 5 Frames | Finale Best of 5 Frames | Finale Best of 5 Frames |
|  |                             |                             |                             |  |  |                         |                         |                         |
|  |                             |                             |                             |  |  |                         |                         |                         |
|  |                             | Ali Carter                  | 3                           |  |  |                         |                         |                         |
|  |                             | Marco Fu                    | 0                           |  |  |                         |                         |                         |
|  |                             |                             |                             |  |  | 1                       | Ali Carter              | 2                       |
|  |                             |                             |                             |  |  | 3                       | Martin Gould            | 3                       |
|  |                             | Ding Junhui                 | 0                           |  |  |                         |                         |                         |
|  |                             | Martin Gould                | 3                           |  |  |                         |                         |                         |
|  |                             |                             |                             |  |  |                         |                         |                         |

| Finale: Best of 5 Frames Schiedsrichter/in: Brendan Moore Crondon Park Golf Club, Stock, England, 21. März 2013 |                |              |
| Ali Carter | 2:3            | Martin Gould |
| 58:64 (Carter 58), 67:25, 0:67 (55), 91:23 (68), 22:100 (100)                                                   |                |              |
| 58 | Höchstes Break | 100          |
| – | Century-Breaks | 1            |
| 2 | 50+-Breaks     | 2            |

## Century Breaks
In den 7 Qualifikationsgruppen und der Winners Group wurden insgesamt 93 Century Breaks gespielt. 11 Breaks von 100 oder mehr Punkten erzielte der Turniersieger Martin Gould, 5 davon in der abschließenden Gruppe. Ein seltenes 146er Break als höchstes Break im Gesamtturnier erzielte der Schotte Stephen Maguire in Gruppe 4 in seinem Match gegen Barry Hawkins.
Folgende Centurys wurden in den 8 Gruppen erzielt (in Klammern die Zahl der Gruppen, an denen der Spieler teilnahm):
| Stephen Maguire (6) | 1464, 128, 118, 109 (4×), 103                       |
| Ding Junhui (2)     | 143W, 141, 139, 134, 128, 122, 120, 103, 101        |
| Marco Fu (3)        | 1407, 137, 134, 130, 129, 112, 107, 103, 101        |
| Mark Selby (2)      | 140, 1373, 132, 122, 103                            |
| Ali Carter (3)      | 1401, 117, 112, 103, 102 (2×)                       |
| Martin Gould (6)    | 1395 (2×), 1373, 1332, 125, 119, 113, 101, 100 (3×) |
| Judd Trump (4)      | 1373, 136, 122, 113, 112, 110                       |
| Ryan Day (3)        | 1376, 133, 104, 101                                 |
| Neil Robertson (2)  | 1332, 114, 113, 109                                 |
| Joe Perry (1)       | 133, 102                                            |

| John Higgins (2)     | 131, 126, 103, 102                |
| Ricky Walden (3)     | 130, 127, 114, 107                |
| Shaun Murphy (1)     | 130, 118, 114, 104, 101           |
| Barry Hawkins (4)    | 129, 124, 119, 105, 100           |
| Andrew Higginson (1) | 129                               |
| Mark Allen (2)       | 126, 125, 113, 109 (2×), 106, 100 |
| Stuart Bingham (1)   | 122                               |
| Mark Davis (2)       | 107                               |
| Matthew Stevens (1)  | 102                               |

x die hochgestellte Zahl markiert das jeweils höchste Break in Gruppe x